# Oshkosh (Wisconsin)
Oshkosh è una città degli Stati Uniti d'America della Contea di Winnebago nel Wisconsin. La città è situata alla foce del fiume Fox sul Lago Winnebago. La popolazione era di 62.916 abitanti al censimento del 2000, di 64.592 nel 2007 e di 66.729 secondo le stime del 2017 dell'Ufficio del censimento degli USA, con un'area metropolitana di 159.972 persone. La città si trova adiacente e parzialmente all'interno del comune di Oshkosh (in inglese, Town of Oshkosh).

## Storia
Il nome della città è stato dato dopo la morte di Chief Oshkosh (Capo Oshkosh), capo della tribù nativo americana dei Menominee, il cui nome nella lingua indigena locale significa "artiglio" (cfr. Ojibwe oshkanzh, "l'artiglio", in inglese "the claw"). Nonostante il commercio delle pellicce abbia portato i primi coloni europei nella zona già nel 1818, non ebbe mai un ruolo di primo piano in tale mercato. Sono stati l'avviamento e la crescita dell'industria del legname a spronare lo sviluppo della città. Oshkosh è stata fregiata del titolo di città nel 1853, sebbene fosse già stato designato il capoluogo della contea, ed aveva una popolazione di circa 2.800 abitanti.
L'industria del legname imprenditorialmente si stabilì bene, utilizzando le vie navigabili per accedere ai mercati e alle pinete settentrionali. L'arrivo del trasporto ferroviario nel 1859 ampliò la capacità di soddisfare le esigenze di un mercato in costruzione e in rapida crescita. Nel 1870, Oshkosh era già diventata la terza città più grande del Wisconsin, con una popolazione di oltre 12.000 abitanti. Il quotidiano Oshkosh Daily Northwestern (ora Oshkosh Northwestern) venne fondato in quel periodo.
Intorno al 1900 Oshkosh era sede dell'Oshkosh Brewing Company, che ha coniato lo slogan di marketing "By Gosh It's Good". La loro Chief Oshkosh divenne una birra distribuita al livello nazionale.

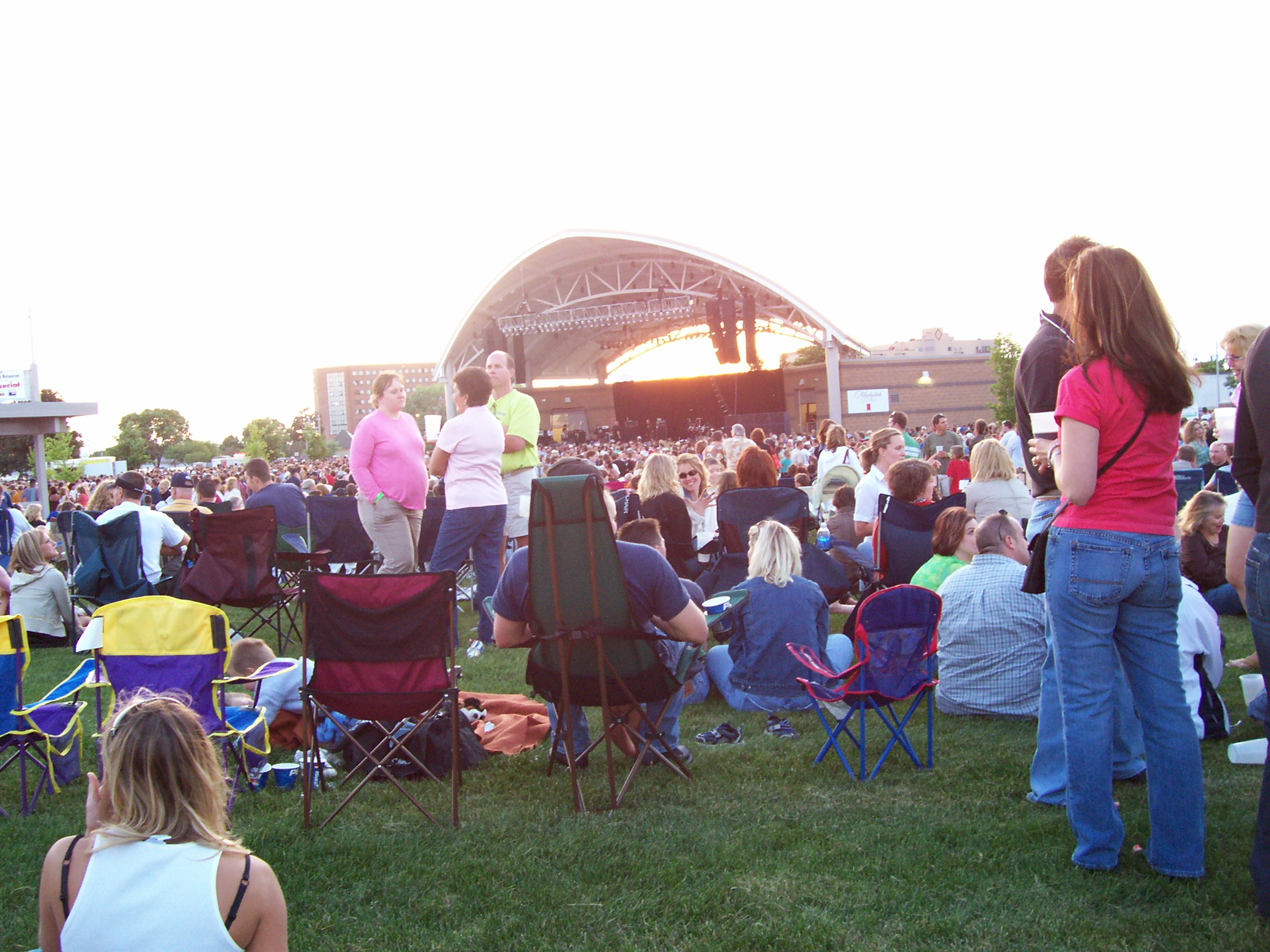
Folla del Waterfest nell'Anfiteatro Leach (Leach Amphitheater), giugno 2006
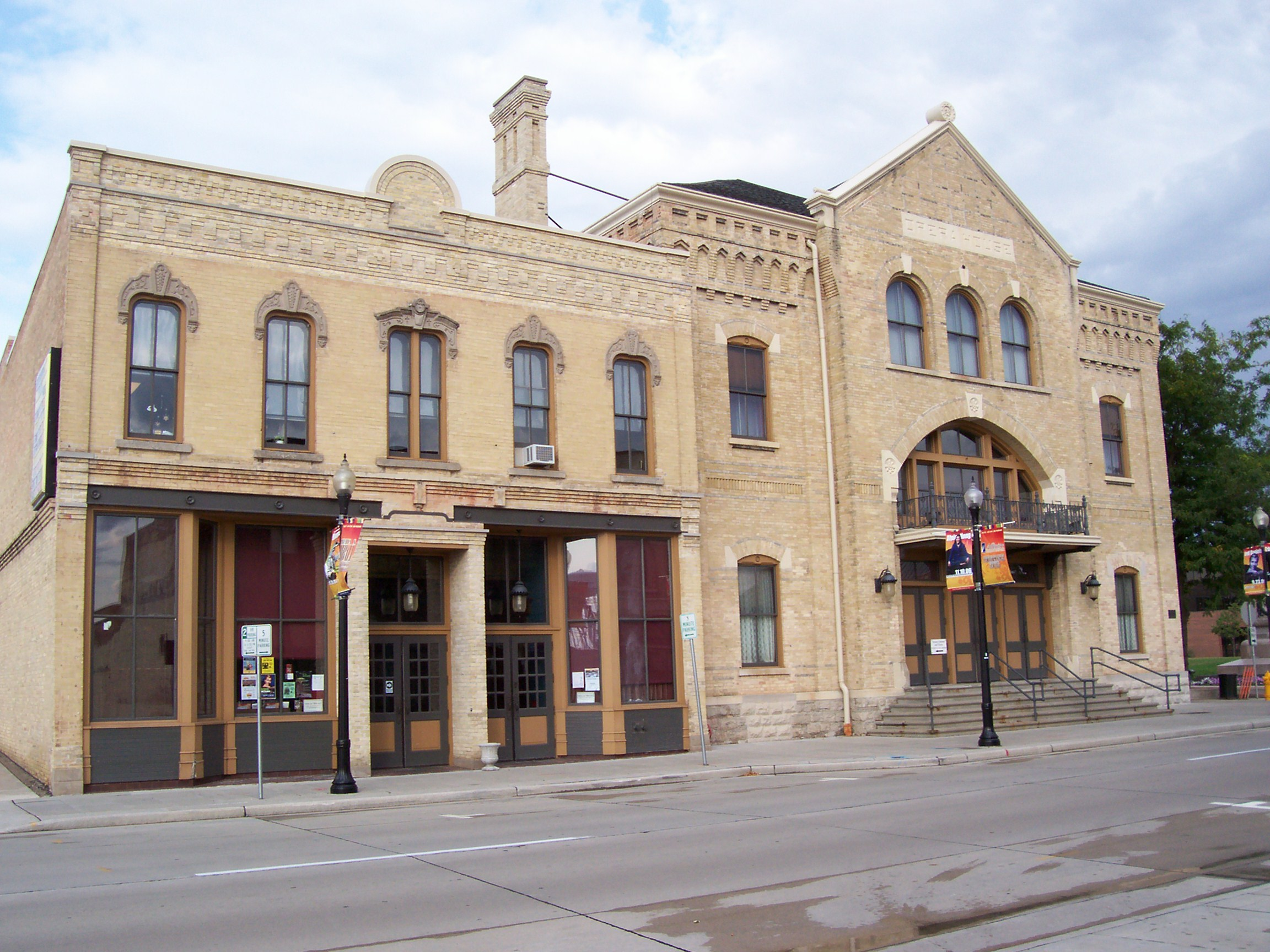
Grand Opera House

### Quartieri storici
L'industria del legname fece la fortuna degli imprenditori e uomini d'affari locali, i quali diedero un significativo contributo alle associazioni locali no-profit, politiche e filantropiche. La disponibilità di materiali e di capitale, insieme ai devastanti incendi nel centro della città a metà degli anni settanta del XIX secolo, hanno spinto l'edificazione di una serie di fabbricati per uso residenziale, commerciale, civile e religioso molto ben progettati. Le strutture che compongono le aree storiche della città sono in gran parte il risultato del capitale e dei materiali generati dalle industrie del legname, e dai rispettivi settori di lavorazione. Oshkosh, a partire dal marzo 2008, possiede sei quartieri storici: essi includono Algoma Boulevard, la Irving/Church, la North Main Street, la Oshkosh State Normal School nel campus della University of Wisconsin–Oshkosh, la Paine Lumber Company e i quartieri storici sulla Washington Avenue.
Assieme ai quartieri, la città possiede 27 edifici storici: scuole, collegi, undici case, quattro chiese, una banca, una caserma dei pompieri, un osservatorio, il tribunale della contea ed un cimitero dove molti imprenditori locali sono sepolti.

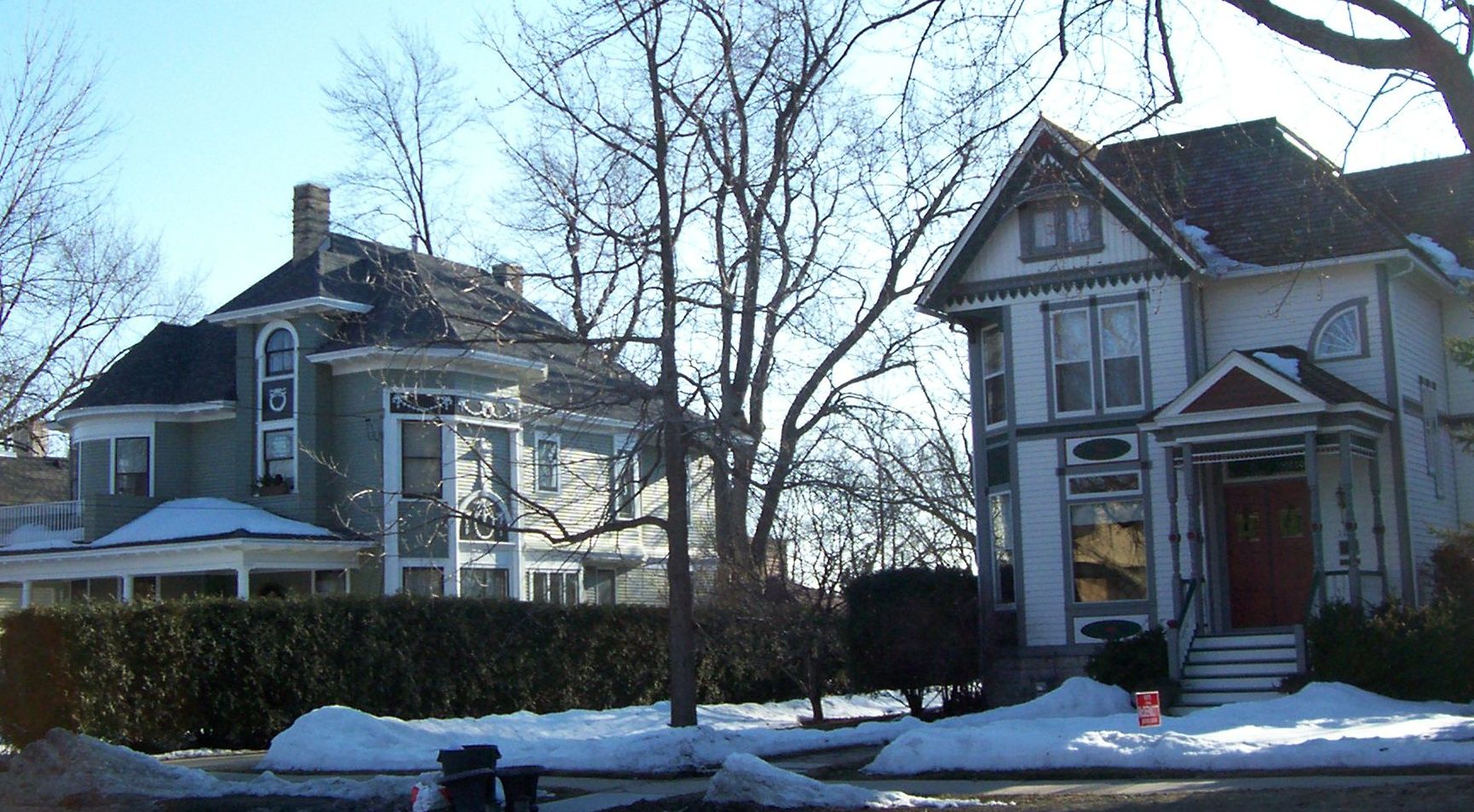
Case nel quartiere storico Algoma (Algoma Historic District)
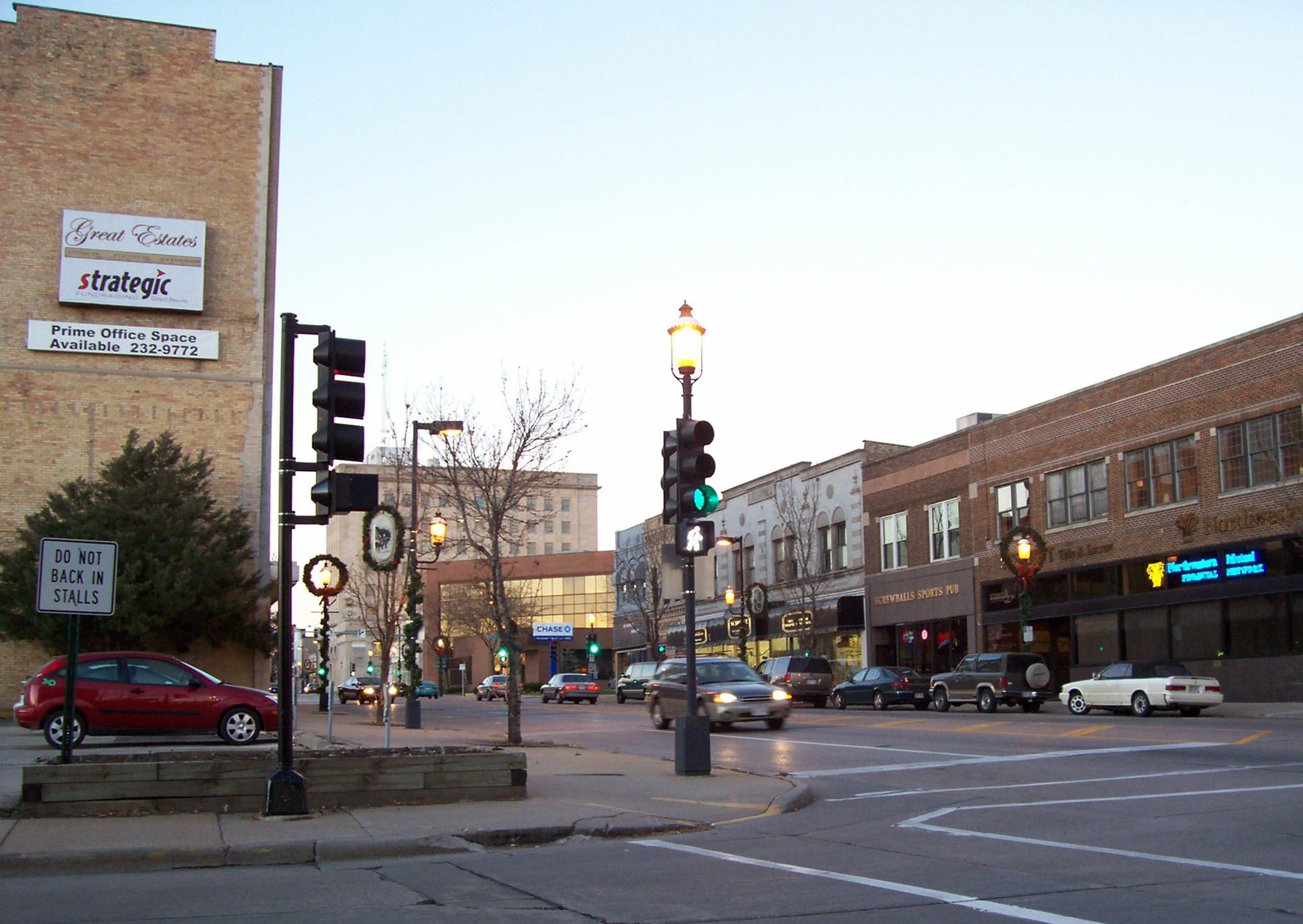
Il Centro di Oshkosh (Downtown) sulla U.S. Route 45
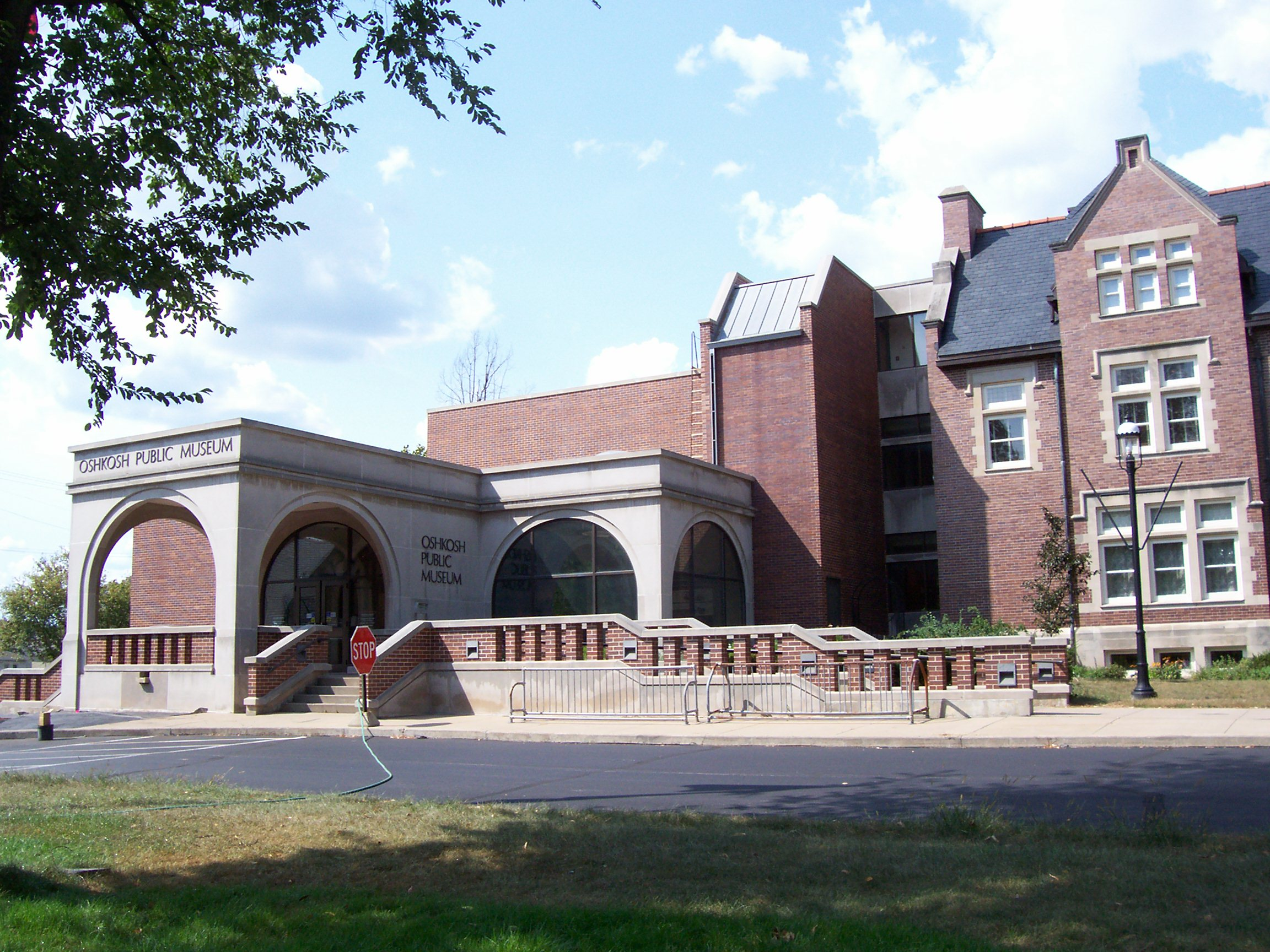
Oshkosh Public Museum

## Geografia fisica
Secondo lo United States Census Bureau, il territorio della città ha una superficie complessiva di 63,2 km² (17,4 mi²), di cui, 61,2 km² (16,6 mi²) campagna e 2,0 km² (0,8 mi²) acqua.

## Economia e industria
La Oshkosh Corporation, precedentemente Oshkosh Truck (camion), ha sede a Oshkosh.

Fino al 1997 era la sede della OshKosh B'gosh, un'azienda americana di abbigliamento infantile.

## Infrastrutture e trasporti

### Aeroporti
A 3 km a sud del centro di Oshkosh c'è il Wittman Regional Airport. Il traffico è costituito principalmente dall'aviazione generale. È dotato di quattro piste la più lunga delle quali è di 2,5 km. Deve il suo nome al pioniere delle gare aeree e costruttore di velivoli Steve Wittman.
L'aeroporto è anche la sede dell'EAA AirVenture Oshkosh, "il più grande airshow del mondo", organizzato dalla Experimental Aircraft Association, Inc. ("EAA"). Durante l'AirVenture, il traffico aereo del Wittman Regional Airport supera quello di qualunque altro aeroporto al mondo.

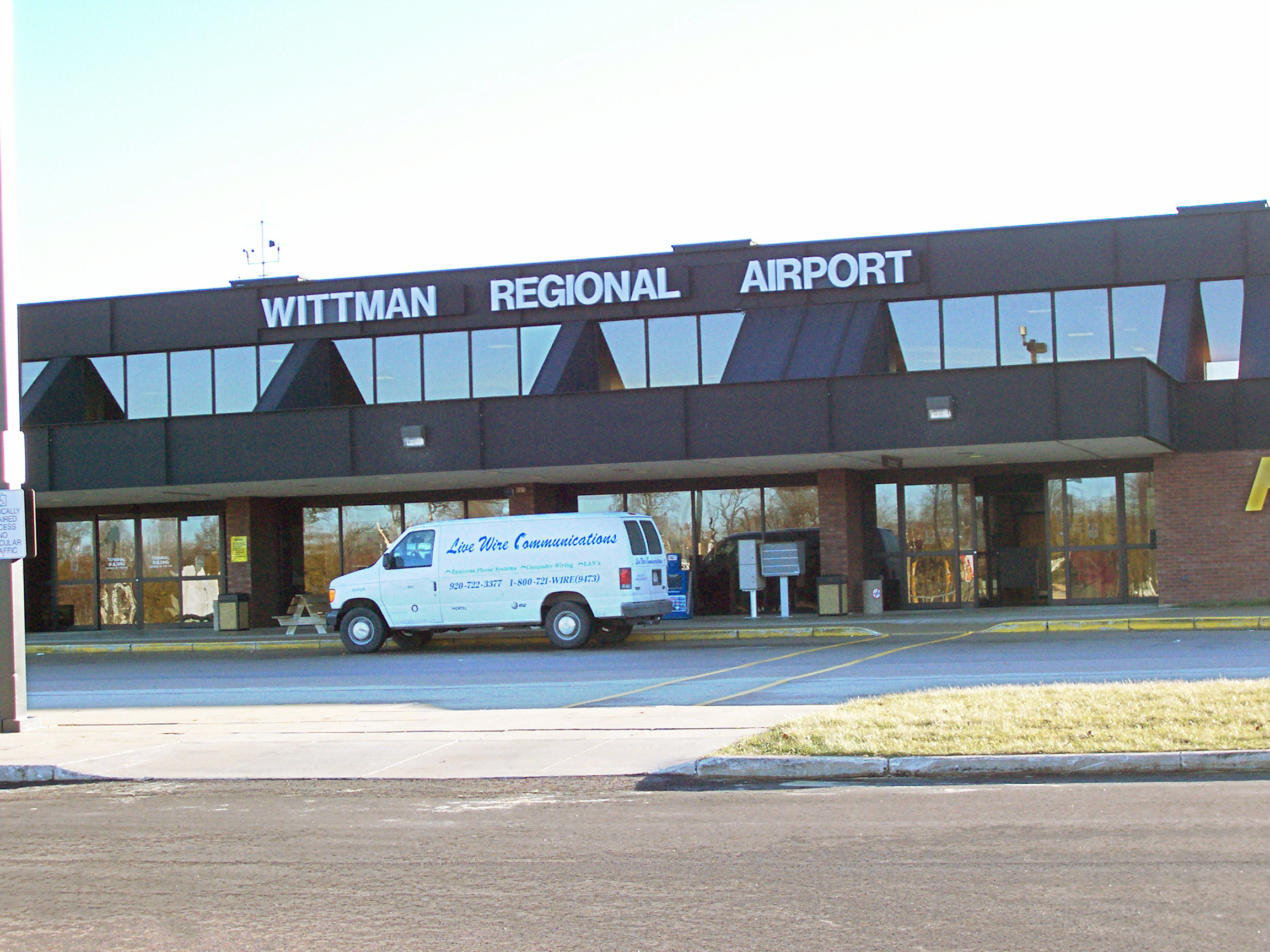
Terminal
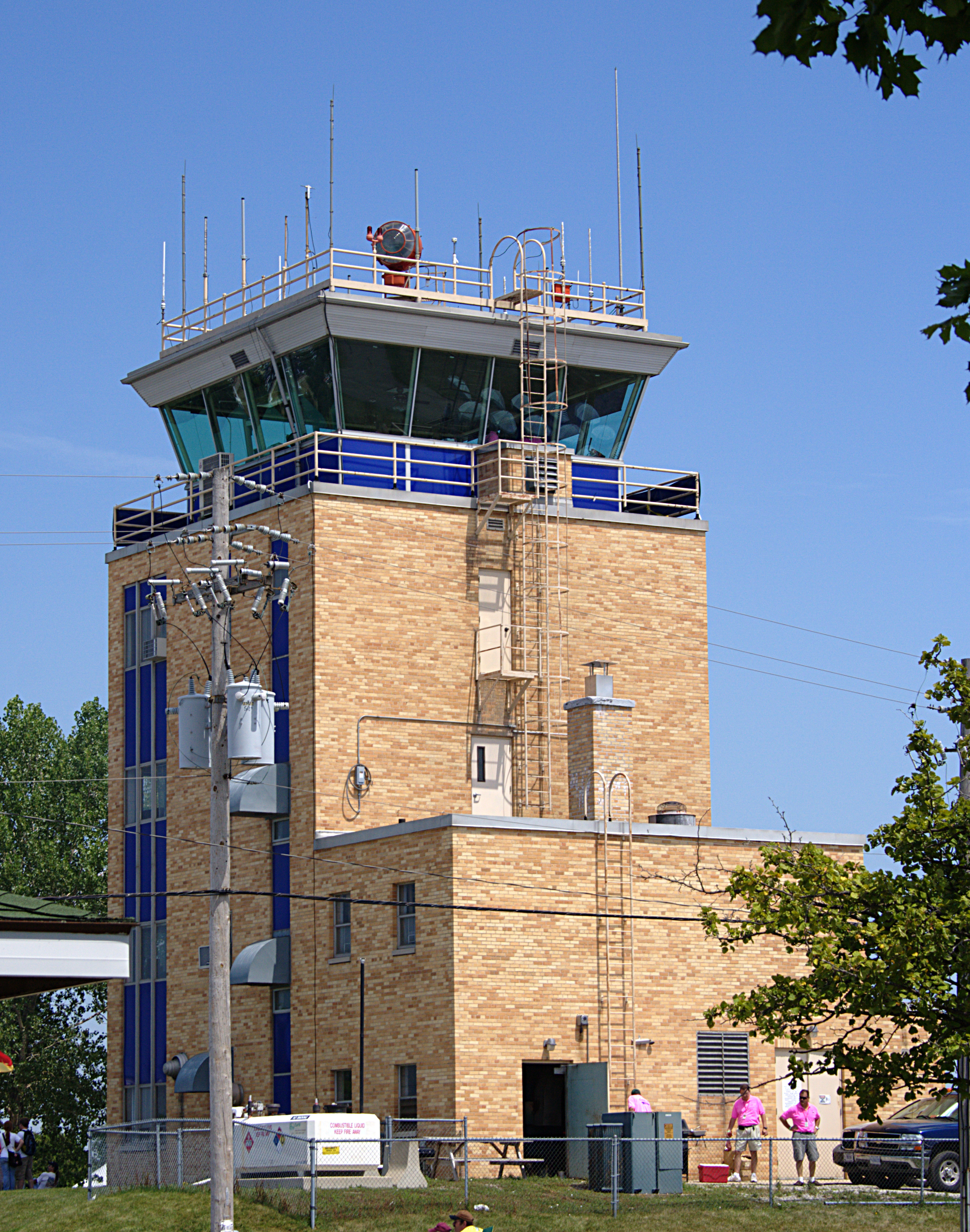
Torre di controllo
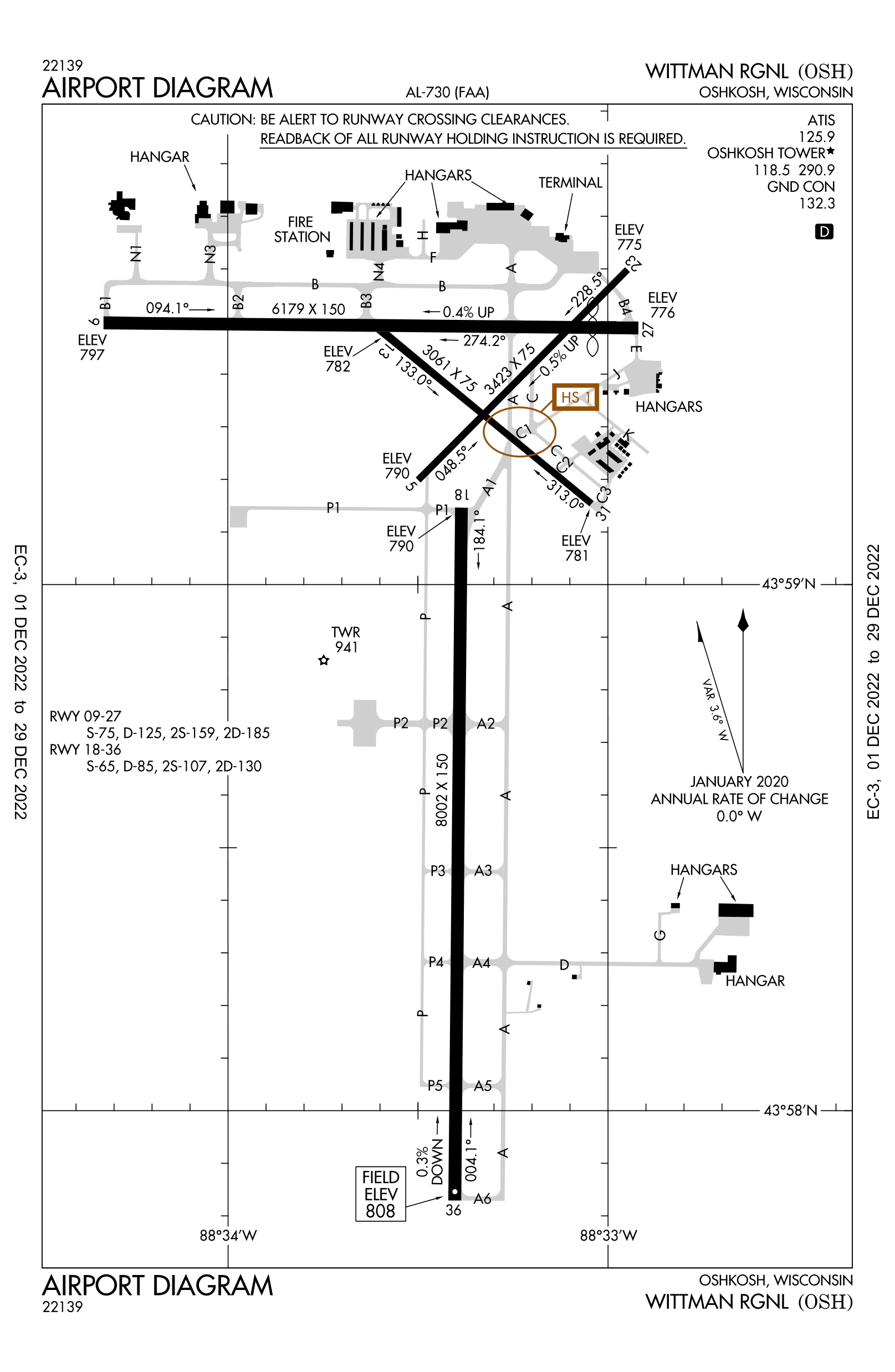
Piste